# Бишево (острів)
Бишево (хорв. Biševo, на чакавському діалекті — Bisovo) — вапняковий острів у хорватській частині Адріатичного моря. Адміністративно належить до Сплітсько-Далматинської жупанії.

## Географія
Площа острова — 5,91 км²; довжина — близько 5 км; розміри приблизно 4,6×2,2 км, довжина берегової лінії — 18,147 км. Береги острова кам'янисті, є затоки і бухти, а також велика кількість печер. Мінімальна відстань до найближчого острова Вис становить близько 4,2 км. Найвищою точкою острова є гора Стражениця (239 метрів).
У центральній частині острова є родючі землі. В північній частині ростуть сосни. Решта частина острову вкрита заростями маквісу або голими скелями. Прибережна смуга багата на рибу. Рибальство та виноградарство є основними галузями економіки Бишево.

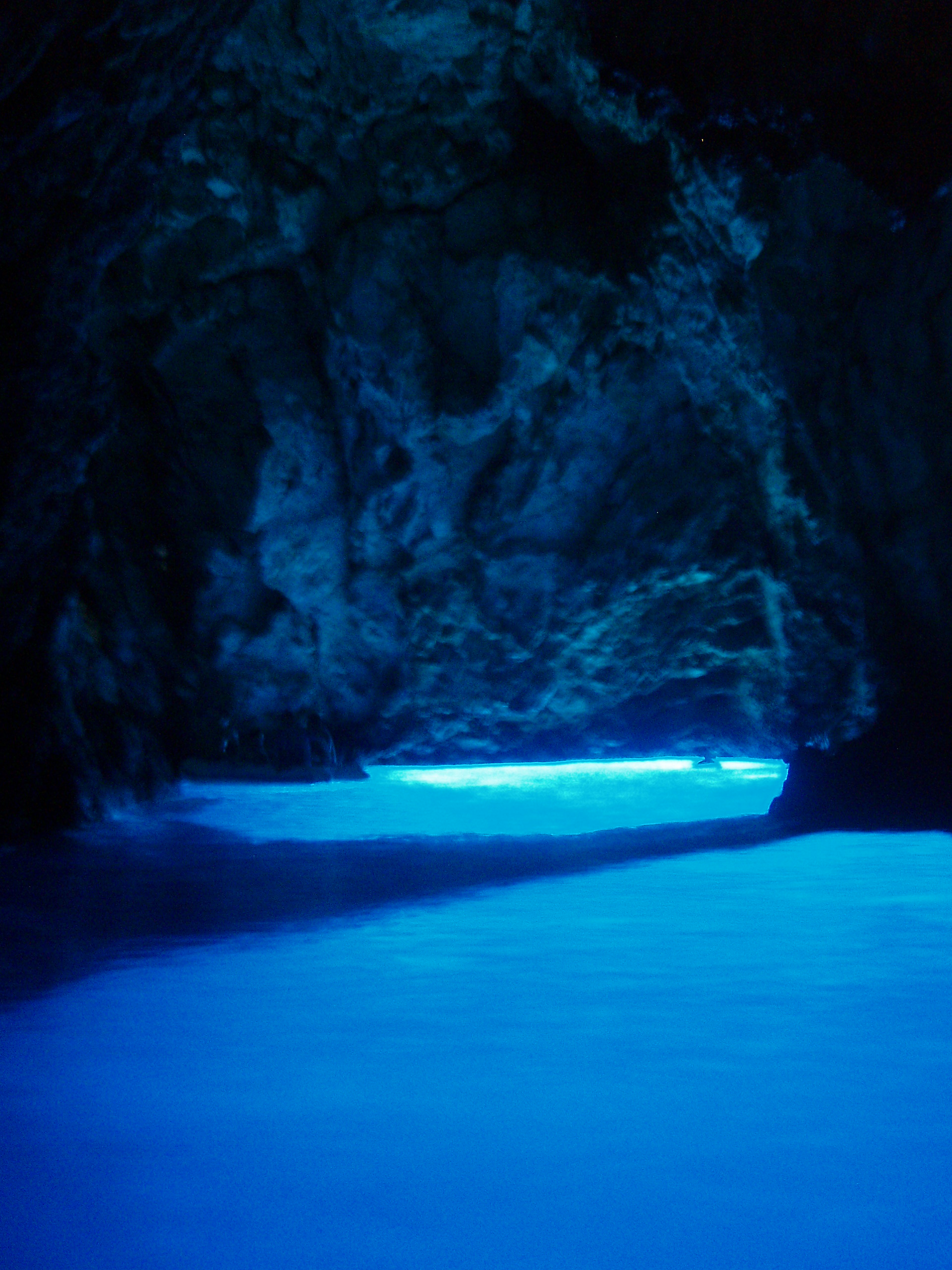
Блакитний грот

## Історія
У 1050 році Іван Грилич із Спліта заснував на острові монастир, що простояв порожнім протягом 2 століть через небезпеку піратства. Біля руїн монастиря збереглася церква Сильвестра I.

## Цікаві місця
Родзинкою острова є Блакитний грот, увійти до якого можна тільки по воді, і доступний він з 1884 року. Довжина гроту — 18 метрів, глибина і висота по — по 6 метрів. Висота входу в печеру — півтора метра, ширина — 2,5 метра. З 10-ї до 13-ї години сонячні промені, що потрапляють у грот, відбиваються від моря і забарвлюють печеру в блакитний колір, а предмети, що знаходяться у воді, — в срібний.